# Marko Bezruczko
Marko Danyłowycz Bezruczko, ukr. Марко Данилович Безручко (ur. 19 października?/31 października 1893 w Tokmaku, zm. 10 lutego 1944 w Warszawie) – generał chorąży Armii Czynnej Ukraińskiej Republiki Ludowej.

## Życiorys
W 1912 podjął studia w Imperatorskiej Nikołajewskiej Akademii Wojskowej, którą ukończył w 1914. W 1918 jako oficer Sztabu Generalnego kierował I Oddziałem Armii URL. W 1919 szef sztabu Samodzielnego Korpusu Strzelców Siczowych. W wojnie polsko-bolszewickiej w stopniu pułkownika, dowódca 6 Siczowej Dywizji Strzelców Armii URL. 7 maja 1920 dowodzona przez niego 6 dywizja, wraz z wojskami polskimi zajęła Kijów. Dowodził obroną Zamościa przed Armią Czerwoną, uczestniczył w rozbiciu Armii Konnej Budionnego w bitwie pod Komarowem. 5 października 1920 awansowany do stopnia generała chorążego Armii URL. W 1921–1924 członek Wyższej Rady Wojennej URL.
W 1921 był ukraińskim komendantem Obozu Internowania nr 6 w Aleksandrowie Kujawskim.
W latach 30. był przewodniczącym Ukraińskiego Towarzystwa Wojskowo-Historycznego w Warszawie. Pochowany na cmentarzu prawosławnym na warszawskiej Woli.

### Upamiętnienie
Od 2018 jest patronem ronda na wrocławskich Stabłowicach.
Od 2020 jest patronem skweru na warszawskiej Woli, niedaleko miejsca pochówku oraz w Koszalinie i Gdańsku.
Jego imieniem jest nazwana 110 samodzielna brygada zmechanizowana Sił Zbrojnych Ukrainy, która odpiera ataki rosyjskiej armii w Awdijiwce w obwodzie donieckim.

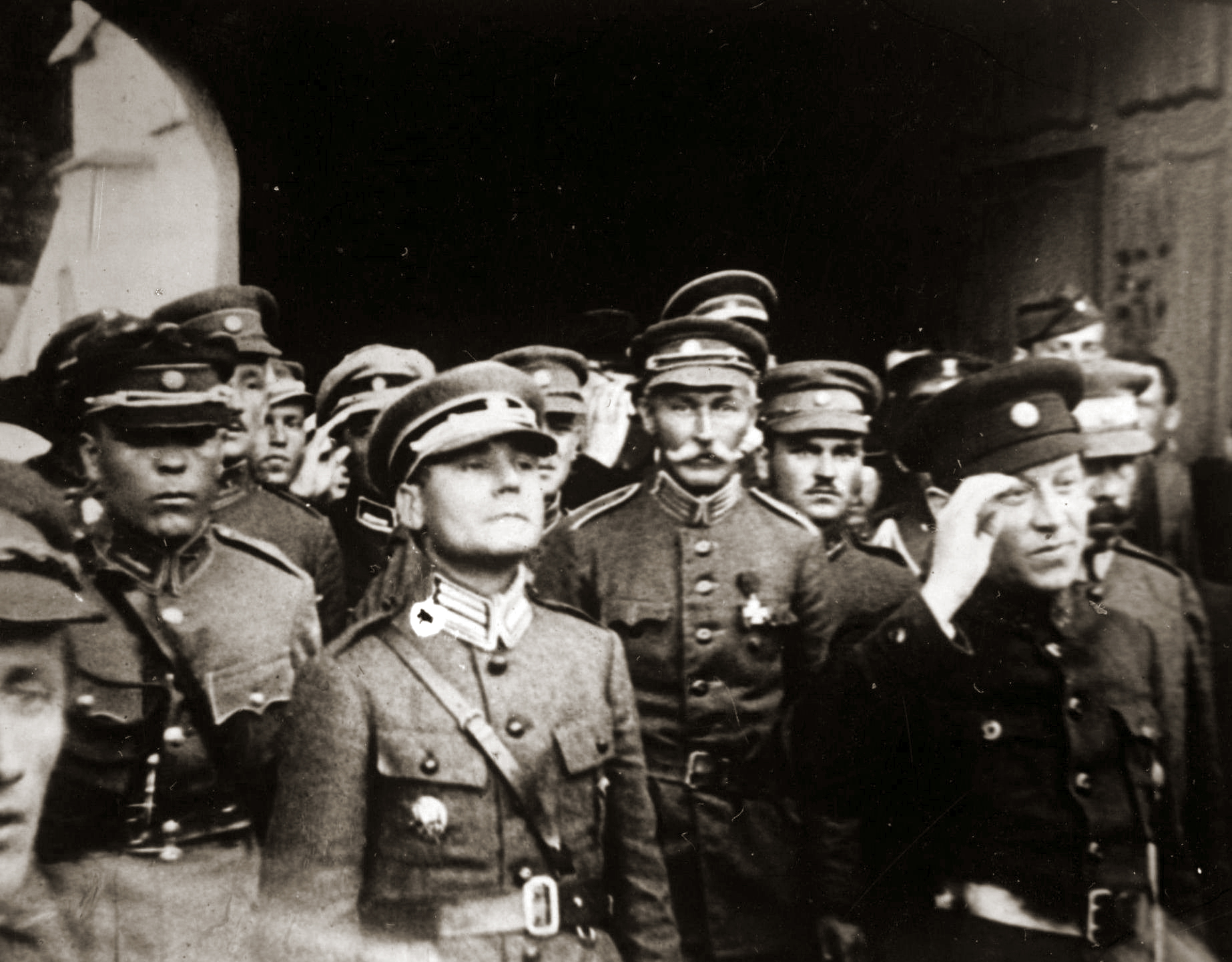
Petlura i oficerowie armii URL wychodzą z Soboru Sofijskiego. Kijów, 23 maja 1920. Bezruczko w środku, na pierwszym planie
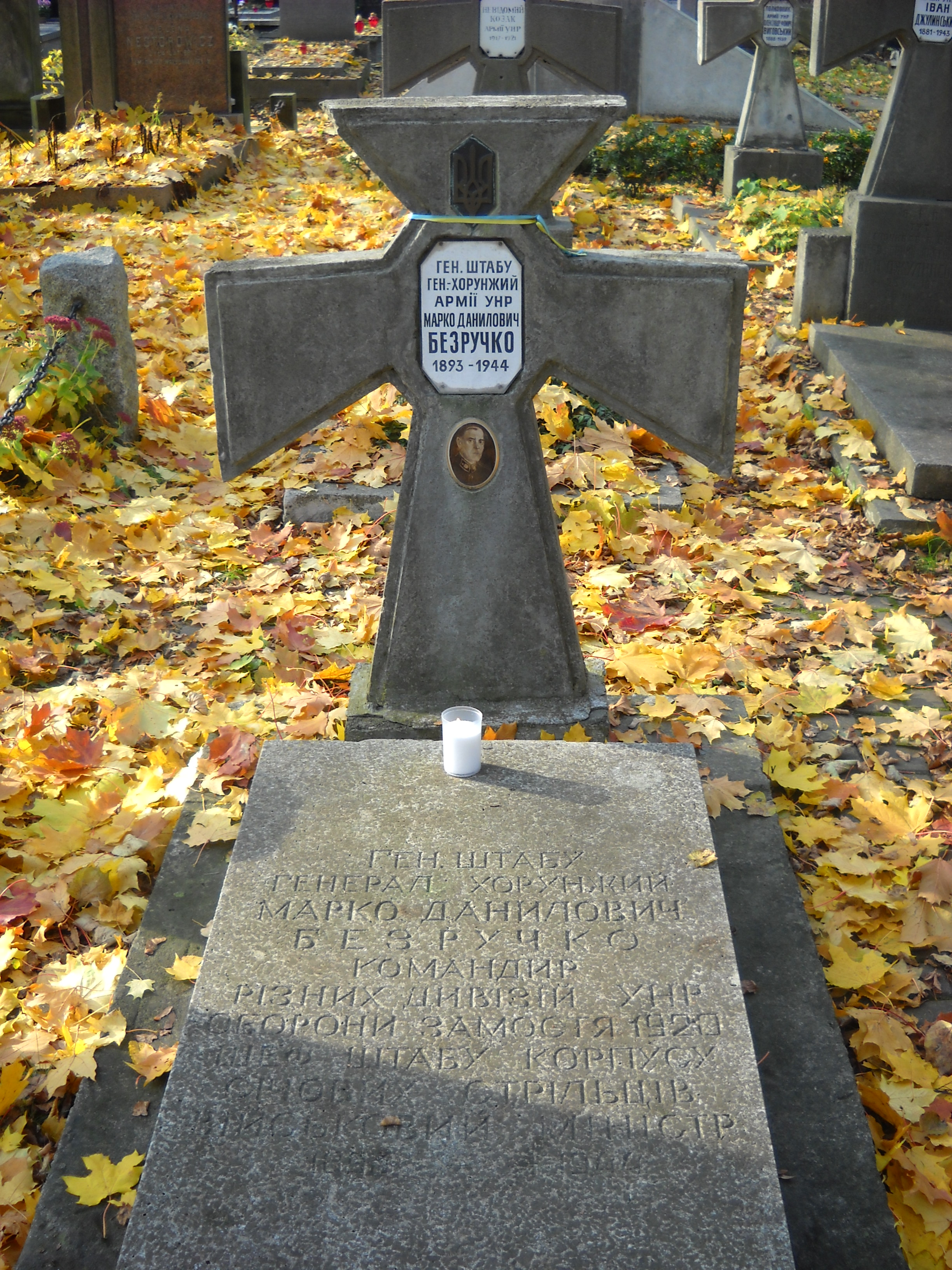
Grób Marka Bezruczki na cmentarzu prawosławnym w Warszawie